# Хуліо Лібонатті
Хуліо Лібонатті (італ. Julio Libonatti; 5 липня 1901, Росаріо, Аргентина — 9 жовтня 1981, там же) — аргентинський та італійський футболіст, що грав на позиції нападника.
Виступав, зокрема, за клуби «Ньюеллс Олд Бойз» та «Торіно», а також національні збірні Аргентини та Італії. Чемпіон Італії.

## Клубна кар'єра
Вихованець футбольної школи клубу «Росаріо Сентраль».
У дорослому футболі дебютував 1917 року виступами за команду клубу «Ньюеллс Олд Бойз», в якій провів вісім сезонів, взявши участь у 141 матчі чемпіонату. У складі «Ньюеллс Олд Бойз» був одним з головних бомбардирів команди, маючи середню результативність на рівні 0,55 голу за гру першості.
Своєю грою за цю команду привернув увагу представників тренерського штабу клубу «Торіно», до складу якого приєднався 1925 року. Відіграв за туринську команду наступні дев'ять сезонів своєї ігрової кар'єри. Більшість часу, проведеного у складі «Торіно», був основним гравцем атакувальної ланки команди. В новому клубі був серед найкращих голеодорів, відзначився 150 забитими голами у 238 іграх чемпіонату. За цей час виборов титул чемпіона Італії.
Протягом 1935—1936 років захищав кольори команди клубу «Дженоа».
Завершив ігрову кар'єру у третьоліговому клубі «Лібертас Ріміні», де протягом 1937—1938 років був граючим тренером.
Згодом повернувся на батьківщину. Помер 9 жовтня 1981 року на 81-му році життя у місті Росаріо.

## Виступи за збірні
1919 року дебютував в офіційних матчах у складі національної збірної Аргентини. Провів у формі головної команди країни 15 матчів, забивши 8 голів.
У складі збірної був учасником Чемпіонату Південної Америки 1920 року у Чилі, де разом з командою здобув «срібло», Чемпіонату Південної Америки 1921 року в Аргентині, здобувши того року титул континентального чемпіона, Чемпіонату Південної Америки 1922 року у Бразилії.
Виступаючи в Італії, погодився грати у складі збірної цієї країни, ставши таким чином першим «оріундо» у складі італійської національної команди, за яку зіграв 18 матчів і забив 15 голів.

## Статистика виступів

### Статистика клубних виступів
| Сезон                     | Команда                   | Чемпіонат                 | Чемпіонат | Чемпіонат | Усього | Усього |
| Сезон                     | Команда                   | Турнір                    | Ігор      | Голів     | Ігор   | Голів  |
| ------------------------- | ------------------------- | ------------------------- | --------- | --------- | ------ | ------ |
| 1917                      | «Ньюеллс Олд Бойз»        | ?                         | ?         | ?         | ?      | ?      |
| 1918                      | «Ньюеллс Олд Бойз»        | ?                         | ?         | ?         | ?      | ?      |
| 1919                      | «Ньюеллс Олд Бойз»        | ?                         | ?         | ?         | ?      | ?      |
| 1920                      | «Ньюеллс Олд Бойз»        | ?                         | ?         | ?         | ?      | ?      |
| 1921                      | «Ньюеллс Олд Бойз»        | ?                         | ?         | ?         | ?      | ?      |
| 1922                      | «Ньюеллс Олд Бойз»        | ?                         | ?         | ?         | ?      | ?      |
| 1923                      | «Ньюеллс Олд Бойз»        | ?                         | ?         | ?         | ?      | ?      |
| 1924                      | «Ньюеллс Олд Бойз»        | ?                         | ?         | ?         | ?      | ?      |
| 1925                      | «Ньюеллс Олд Бойз»        | ?                         | ?         | ?         | ?      | ?      |
| Усього «Ньюеллс Олд Бойз» | Усього «Ньюеллс Олд Бойз» | Усього «Ньюеллс Олд Бойз» | 141       | 78        | 141    | 78     |
| 1925–26                   | «Торіно»                  | ПД                        | 22        | 18        | 22     | 18     |
| 1926–27                   | «Торіно»                  | ЧІ                        | 27        | 21        | 27     | 21     |
| 1927–28                   | «Торіно»                  | ЧІ                        | 32        | 35        | 32     | 35     |
| 1928–29                   | «Торіно»                  | ЧІ                        | 25        | 24        | 25     | 24     |
| 1929–30                   | «Торіно»                  | A                         | 10        | 6         | 10     | 6      |
| 1930–31                   | «Торіно»                  | A                         | 29        | 14        | 29     | 14     |
| 1931–32                   | «Торіно»                  | A                         | 31        | 16        | 31     | 16     |
| 1932–33                   | «Торіно»                  | A                         | 32        | 7         | 32     | 7      |
| 1933–34                   | «Торіно»                  | A                         | 30        | 9         | 30     | 9      |
| Усього «Торіно»           | Усього «Торіно»           | Усього «Торіно»           | 238       | 150       | 238    | 150    |
| 1934–35                   | «Дженоа»                  | B                         | 19        | 6         | 19     | 6      |
| 1935–36                   | «Дженоа»                  | A                         | 27        | 7         | 27     | 7      |
| Усього «Дженоа»           | Усього «Дженоа»           | Усього «Дженоа»           | 46        | 13        | 46     | 13     |
| 1937–38                   | «Лібертас Ріміні»         | C                         | 0         | 0         | 0      | 0      |
| Усього за кар'єру         | Усього за кар'єру         | Усього за кар'єру         | 425       | 241       | 425    | 241    |

### Статистика виступів за збірні
| Дата       | Місто          | Господарі | Результат | Гості     | Турнір            | Голи | Примітки  |
| ---------- | -------------- | --------- | --------- | --------- | ----------------- | ---- | --------- |
| 19/10/1919 | Буенос-Айрес   | Аргентина | 6 – 1     | Уругвай   | товариський матч  | 3    |           |
| 02/12/1919 | Монтевідео     | Уругвай   | 4 – 2     | Аргентина | товариський матч  | 1    |           |
| 18/07/1920 | Монтевідео     | Уругвай   | 2 – 0     | Аргентина | товариський матч  | -    |           |
| 25/07/1920 | Буенос-Айрес   | Аргентина | 1 – 3     | Уругвай   | товариський матч  | -    |           |
| 08/08/1920 | Буенос-Айрес   | Аргентина | 1 – 0     | Уругвай   | товариський матч  | -    |           |
| 12/09/1920 | Він'я-дель-Мар | Аргентина | 1 – 1     | Уругвай   | Копа Америка 1920 | -    |           |
| 20/09/1920 | Він'я-дель-Мар | Чилі      | 1 – 1     | Аргентина | Копа Америка 1920 | -    |           |
| 25/09/1920 | Він'я-дель-Мар | Аргентина | 2 – 0     | Бразилія  | Копа Америка 1920 | 1    |           |
| 02/10/1921 | Буенос-Айрес   | Аргентина | 1 – 0     | Бразилія  | Копа Америка 1921 | 1    |           |
| 16/10/1921 | Буенос-Айрес   | Аргентина | 3 – 0     | Парагвай  | Копа Америка 1921 | 1    |           |
| 30/10/1921 | Буенос-Айрес   | Аргентина | 1 – 0     | Уругвай   | Копа Америка 1921 | 1    | 1-й титул |
| 28/09/1922 | Ріо-де-Жанейро | Аргентина | 4 – 0     | Чилі      | Копа Америка 1922 | -    |           |
| 08/10/1922 | Ріо-де-Жанейро | Уругвай   | 1 – 0     | Аргентина | Копа Америка 1922 | -    |           |
| 15/10/1922 | Ріо-де-Жанейро | Бразилія  | 2 – 0     | Аргентина | Копа Америка 1922 | -    |           |
| 17/12/1922 | Буенос-Айрес   | Аргентина | 2 – 2     | Уругвай   | товариський матч  | -    |           |
| Усього     |                | Матчів    | 15        |           | Голів             | 8    |           |

| Дата       | Місто   | Господарі      | Результат | Гості          | Турнір                             | Голи | Примітки |
| ---------- | ------- | -------------- | --------- | -------------- | ---------------------------------- | ---- | -------- |
| 28/10/1926 | Прага   | Чехословаччина | 3 – 1     | Італія         | Товариський                        | -    |          |
| 30/01/1927 | Женева  | Швейцарія      | 1 – 5     | Італія         | Товариський                        | 1    |          |
| 20/02/1927 | Мілан   | Італія         | 2 – 2     | Чехословаччина | Товариський                        | 1    |          |
| 24/04/1927 | Париж   | Франція        | 3 – 3     | Італія         | Товариський                        | 2    |          |
| 29/05/1927 | Болонья | Італія         | 2 – 0     | Іспанія        | Товариський                        | -    |          |
| 23/10/1927 | Прага   | Чехословаччина | 2 – 2     | Італія         | Кубок Центральної Європи з футболу | 2    |          |
| 06/11/1927 | Болонья | Італія         | 0 – 1     | Австрія        | Кубок Центральної Європи з футболу | -    |          |
| 01/01/1928 | Женева  | Італія         | 3 – 2     | Швейцарія      | Кубок Центральної Європи з футболу | 2    |          |
| 25/03/1928 | Рим     | Італія         | 4 – 3     | Угорщина       | Кубок Центральної Європи з футболу | 1    |          |
| 15/04/1928 | Порту   | Португалія     | 4 – 1     | Італія         | Товариський                        | 1    |          |
| 22/04/1928 | Хіхон   | Іспанія        | 1 – 1     | Італія         | Товариський                        | 1    |          |
| 29/05/1928 | Париж   | Франція        | 3 – 4     | Італія         | Товариський                        | -    |          |
| 14/10/1928 | Цюрих   | Швейцарія      | 2 – 3     | Італія         | Кубок Центральної Європи з футболу | -    |          |
| 11/11/1928 | Рим     | Італія         | 2 – 2     | Австрія        | Товариський                        | -    |          |
| 02/12/1928 | Мілан   | Італія         | 3 – 2     | Нідерланди     | Товариський                        | 2    |          |
| 03/03/1929 | Болонья | Італія         | 4 – 2     | Чехословаччина | Кубок Центральної Європи з футболу | 1    |          |
| 07/04/1929 | Венеція | Австрія        | 3 – 0     | Італія         | Кубок Центральної Європи з футболу | -    |          |
| 13/12/1931 | Турин   | Італія         | 3 – 2     | Угорщина       | Кубок Центральної Європи з футболу | 1    |          |
| Усього     |         | Матчів         | 18        |                | Голів                              | 15   |          |

## Досягнення

### Командні
- Чемпіон Італії: (позбавлений титулу)

«Торіно»: 1926–1927
- Чемпіон Італії:

«Торіно»: 1927–1928
- Чемпіон Південної Америки: 1921
- Срібний призер Чемпіонату Південної Америки: 1920

### Особисті
- Найкращий бомбардир чемпіонату Італії:

«Торіно»: 1927–1928 (35 м'ячів)
- Найкращий бомбардир Кубка Центральної Європи:

Збірна Італії: 1927–1930 (6 м'ячів)